# Альтернатива Фредгольма
Альтернатива Фредгольма — сукупність теорем Фредгольма про розв'язання інтегрального рівняння Фредгольма другого роду.
Наводяться різні формулювання альтернативи. У деяких джерелах під альтернативою Фредгольма розуміють лише першу теорему Фредгольма, яка стверджує, що або неоднорідне рівняння має розв'язок за будь-якого вільного члена, або спряжене (союзне) рівняння має нетривіальний розв'язок. Альтернатива Фредгольма для інтегральних рівнянь є узагальненням на нескінченновимірний випадок аналогічних теорем у скінченному просторі (для систем лінійних алгебричних рівнянь). Ф. Рісс узагальнив її на лінійні операторні рівняння з цілком неперервними операторами в банахових просторах.

## Скінченновимірний простір
| Або рівняння {\displaystyle {\mathcal {A}}z=u} має розв'язок за будь-якої правої частини {\displaystyle u\in W}, або спряжене до нього рівняння {\displaystyle {\mathcal {A}}^{*}w=0} має нетривіальний розв'язок. |

Доведення
Спосіб 1
Нехай {\displaystyle r=\operatorname {rg} {\mathcal {A}},~m=\operatorname {dim} W}. Можливі два випадки: або {\displaystyle r=m}, або {\displaystyle r<m}. Умова {\displaystyle r=m} рівносильна умові {\displaystyle \operatorname {im} {\mathcal {A}}=W} що означає, що рівняння {\displaystyle {\mathcal {A}}z=u} має розв'язок за будь-якого {\displaystyle u\in W}. При цьому оскільки {\displaystyle \operatorname {rg} {\mathcal {A}}=\operatorname {rg} {\mathcal {A}}^{*}}, то {\displaystyle \operatorname {ker} {\mathcal {A}}^{*}=0}, і отже, рівняння {\displaystyle {\mathcal {A}}^{*}w=0} не має ненульового рішення. Умова {\displaystyle r<m} рівносильна умові {\displaystyle \operatorname {dim} (\operatorname {ker} {\mathcal {A}}^{*})>0} що означає існування ненульового вектора {\displaystyle w\in \operatorname {ker} {\mathcal {A}}^{*}}, тобто ненульового розв'язку {\displaystyle {\mathcal {A}}^{*}w=0}. При цьому {\displaystyle \operatorname {im} {\mathcal {A}}\neq W} і рівняння {\displaystyle {\mathcal {A}}z=u} має розв'язок не для будь-якого {\displaystyle u\in W}.
Спосіб 2
1. Нехай система (1), тобто {\displaystyle A\cdot X=B}, має розв'язок за будь-якого {\displaystyle B}. В цьому випадку {\displaystyle \operatorname {rg} A=m}, тому що інакше за деякого {\displaystyle B} {\displaystyle \operatorname {rg} A} виявився б меншим за ранг розширеної матриці і система (1) була б несумісною в силу теореми Кронекера — Капеллі. Оскільки {\displaystyle \operatorname {rg} A^{T}=\operatorname {rg} A}, то в цих умовах {\displaystyle \operatorname {rg} A^{T}=m}, тобто дорівнює числу невідомих у системі (2) і ця система має лише тривіальний розв'язок.
2. Нехай тепер система {\displaystyle A\cdot X=B} за деякого {\displaystyle B} несумісна. Отже {\displaystyle \operatorname {rg} A<m}, значить і {\displaystyle \operatorname {rg} A^{T}<m}, тобто ранг матриці системи (2) менший від числа невідомих і ця система має ненульовий розв'язок.

У доведенні використано позначення: {\displaystyle \operatorname {rg} A} — ранг матриці {\displaystyle A}, {\displaystyle \operatorname {dim} W} — розмірність простору {\displaystyle W}, {\displaystyle \operatorname {im} {\mathcal {A}}} — образ оператора {\displaystyle {\mathcal {A}}}, {\displaystyle \operatorname {def} {\mathcal {A}}} — дефект оператора {\displaystyle {\mathcal {A}}}, {\displaystyle \operatorname {ker} {\mathcal {A}}} — ядро оператора {\displaystyle {\mathcal {A}}}, {\displaystyle A^{T}} — транспонована матриця.
Альтернатива Фредгольма для лінійного оператора {\displaystyle {\mathcal {A}}}, що діє в одному просторі {\displaystyle V}, означає, що або основне рівняння має єдиний розв'язок за будь-якого {\displaystyle u\in V}, або спряжене до нього однорідне рівняння має нетривіальнИЙ розв'язок.

## Інтегральні рівняння

### Формулювання
Альтернативу Фредгольма формулюють для інтегрального рівняння Фредгольма
{\displaystyle \varphi (x)=\lambda \int \limits _{0}^{a}K(x,y)\varphi (y)\,dy+f(x)\qquad (1)}
з неперервним ядром {\displaystyle K(x,y)} та союзного до нього рівняння
{\displaystyle \psi (x)={\bar {\lambda }}\int \limits _{0}^{a}K^{*}(x,y)\psi (y)\,dy+g(x),\qquad (1')}
{\displaystyle K^{*}(x,y)={\overline {K(y,x)}}}. Однорідне рівняння — це рівняння з нульовим вільним членом f або g.
Формулювання 1. Якщо інтегральне рівняння (1) з неперервним ядром можна розв'язати {\displaystyle C[0,a]} за будь-якого вільного члена {\displaystyle f\in C[0,a]}, то і союзне до нього рівняння (1') можна розв'язати {\displaystyle C[0,a]} за будь-якого вільного члена {\displaystyle g\in C[0,a]}, причому ці розв'язки єдині (перша теорема Фредгольма).
Якщо інтегральне рівняння (1) розв'язне в C[0, a] не за будь-якого вільного члена {\displaystyle f}, то:
1) однорідні рівняння (1) і (1') мають однакове (скінченне) число лінійно незалежних розв'язків (друга теорема Фредгольма);
2) для розв'язності рівняння (1) необхідно і достатньо, щоб вільний член {\displaystyle f} був ортогональним до всіх розв'язків союзного однорідного рівняння (1') (третя теорема Фредгольма).
Формулювання 2. Якщо однорідне інтегральне рівняння Фредгольма має лише тривіальний розв'язок, то відповідне неоднорідне рівняння має один і лише один розв'язок. Якщо однорідне рівняння має деякий нетривіальний розв'язок, то неоднорідне інтегральне рівняння або зовсім не має розв'язку, або має нескінченну кількість розв'язків залежно від заданої функції {\displaystyle f(x)}.

### Ідея доведення

#### Вироджене ядро
Інтегральне рівняння Фредгольма (1) з виродженим ядром вигляду
{\displaystyle K(x,y)=\sum _{i=1}^{N}f_{i}(x)g_{i}(y)}
можна переписати у вигляді
{\displaystyle \varphi (x)=\lambda \sum \limits _{i=1}^{N}c_{i}f_{i}(x)+f(x),}
де
{\displaystyle c_{i}=\int \limits _{0}^{a}\varphi (y)g_{i}(y)\,dy}
— невідомі числа. Помноживши отриману рівність на {\displaystyle g_{k}(x)} та проінтегрувавши за відрізком {\displaystyle [0,a]}, рівняння з виродженим ядром зведемо до еквівалентної йому системи лінійних алгебричних рівнянь відносно невідомих {\displaystyle (c_{1},c_{2},\dots ,c_{N})}:
{\displaystyle c_{k}=\lambda \sum _{i=1}^{N}\alpha _{ki}c_{i}+a_{k},}
де
{\displaystyle \alpha _{ki}=\int \limits _{0}^{a}g_{k}(x)f_{i}(x)\,dx,\quad a_{k}=\int \limits _{0}^{a}g_{k}(x)f(x)\,dx.}
Тому альтернатива Фредгольма безпосередньо випливає зі скінченновимірного випадку.

#### Довільне неперервне ядро
У загальному випадку доведення альтернативи Фредгольма для інтегральних рівнянь ґрунтується на поданні довільного неперервного ядра як
{\displaystyle K(x,y)=P(x,y)+Q(x,y),}
де {\displaystyle P(x,y)} — вироджене ядро (многочлен) і {\displaystyle Q(x,y)} — мале неперервне ядро, {\displaystyle |Q(x,y)|<\varepsilon ,\,0\leq x\leq a}. Тоді рівняння (1) набуває вигляду
{\displaystyle \varphi =\lambda P\varphi +\lambda Q\varphi +f,}
де {\displaystyle P} і {\displaystyle Q} — інтегральні оператори з ядрами {\displaystyle P(x,y)} і {\displaystyle Q(x,y)} відповідно.
Введемо невідому функцію {\displaystyle \Phi (x)} за формулою
{\displaystyle \Phi =\varphi -\lambda Q\varphi }.
При {\displaystyle |\lambda |<{\frac {1}{\varepsilon a}}} функція {\displaystyle \varphi } однозначно виражається через {\displaystyle \Phi } за формулою
{\displaystyle \varphi =(I-\lambda Q)^{-1}\Phi =(I+\lambda R)\Phi ,}
де {\displaystyle I} — одиничний оператор, {\displaystyle R} — інтегральний оператор з ядром {\displaystyle R(x,y,\lambda )} — резольвентою ядра {\displaystyle Q(x,y)}. Тоді початкове рівняння набуває вигляду
{\displaystyle \Phi =\lambda T\Phi +f,}
де
{\displaystyle T=P+\lambda PR}
- Інтегральний оператор із виродженим ядром
{\displaystyle T(x,y,\lambda )=P(x,y)+\lambda \int \limits _{0}^{a}P(x,\xi )R(\xi ,y,\lambda )d\xi ,}
аналітичним за {\displaystyle \lambda } у крузі {\displaystyle |\lambda |<{\frac {1}{\varepsilon a}}}. Аналогічно союзне інтегральне рівняння (1') зводиться до вигляду
{\displaystyle \psi ={\bar {\lambda }}T^{*}\psi +g_{1}.}
Таким чином, рівняння (1) та (1') еквівалентні у крузі {\displaystyle |\lambda |<{\frac {1}{\varepsilon a}}} рівнянням із виродженими ядрами, що дозволяє вивести альтернативу Фредгольма для загального випадку.

### Наслідки
- Множина характеристичних чисел неперервного ядра не має скінченних граничних точок і, отже, лише зліченна. Справді, у кожному крузі {\displaystyle |\lambda |<{\frac {1}{\varepsilon a}}} характеристичні числа ядра {\displaystyle K(x,y)} збігаються з характеристичними числами виродженого ядра, які є нулями аналітичної функції.
- Кожне характеристичне число має скінченну кратність (число лінійно незалежних власних функцій), що випливає з другої теореми Фредгольма. Характеристичні числа можна пронумерувати в порядку зростання їх модулів:

{\displaystyle |\lambda _{1}|\leq |\lambda _{2}|\leq \dots ,}
повторюючи в цій послідовності {\displaystyle \lambda _{k}} стільки разів, яка його кратність.
- Якщо {\displaystyle \lambda _{0}} — характеристичне число ядра {\displaystyle K(x,y)}, то {\displaystyle {\bar {\lambda }}_{0}} — характеристичне число ядра {\displaystyle K^{*}(x,y)}, причому вони мають однакову кратність.
- Власні функції {\displaystyle \varphi _{k}} і {\displaystyle \psi _{i}} ядер {\displaystyle K(x,y)} і {\displaystyle K^{*}(x,y)}, що відповідають характеристичним числам {\displaystyle \lambda _{k}} і {\displaystyle {\bar {\lambda }}_{i}} відповідно, причому {\displaystyle \lambda _{k}\neq \lambda _{i}}, ортогональні: {\displaystyle (\varphi _{k},\psi _{i})=0}.

Використовуючи ці властивості, можна переформулювати альтернативу Фредгольма в термінах характеристичних чисел та власних функцій:
- Якщо {\displaystyle \lambda \neq \lambda _{k},\,k=1,2,\dots }, то інтегральні рівняння (1) і (1') однозначно розв'язні за будь-яких вільних членів.
- Якщо {\displaystyle \lambda =\lambda _{k}}, то однорідні рівняння

{\displaystyle \varphi =\lambda _{k}K\varphi ,\quad \psi ={\bar {\lambda }}_{k}K^{*}\psi ,}
мають однакове (скінченне) число {\displaystyle r_{k}\geq 1} лінійно незалежних розв'язків — власних функцій {\displaystyle \varphi _{k},\varphi _{k+1},\dots ,\varphi _{k+r_{k}-1}} ядра {\displaystyle K(x,y)} та власних функцій {\displaystyle \psi _{k},\psi _{k+1},\dots ,\psi _{r_{k}-1}} ядра {\displaystyle K^{*}(x,y)}.
- Якщо {\displaystyle \lambda =\lambda _{k}}, то для розв'язності рівняння (1) необхідно і достатньо, щоб

{\displaystyle (f,\psi _{k+i})=0,\quad i=0,1,r_{k}-1.}

## Банахів простір
Дано рівняння
{\displaystyle Ax-x=y,\quad (2)}
{\displaystyle A^{*}f-f=g,\quad (2')}
де {\displaystyle A} — цілком неперервний оператор, що діє в банаховому просторі {\displaystyle E}, а {\displaystyle A^{*}} — спряжений оператор, що діє у спряженому просторі {\displaystyle E^{*}}. Тоді або рівняння (2) і (2') розв'язні за будь-яких правих частинах, і в цьому випадку однорідні рівняння
{\displaystyle Ax-x=0}
{\displaystyle A^{*}f-f=0}
мають лише нульові розв'язки, або однорідні рівняння мають однакову кількість лінійно незалежних розв'язків
{\displaystyle x_{1},x_{2},\dots ,x_{n};\quad f_{1},f_{2},\dots ,f_{n};}
у цьому випадку, щоб рівняння (2) (відповідно (2')) мало розв'язок, необхідно і достатньо, щоб
{\displaystyle f_{i}(y)=0,\quad i=1,2,\dots ,n}
(відповідно {\displaystyle g(x_{i})=0,\,i=1,2,\dots ,n}).

## Застосування до розв'язання крайових задач для еліптичних рівнянь
Метод Неймана розв'язання задачі Діріхле
{\displaystyle \Delta u(x)=0,\quad x\in G,\quad u(s)=g(s),\quad s\in C}
полягає в тому, що розв'язок {\displaystyle u} шукають у вигляді
{\displaystyle u(x)=\int \limits _{C}\mu (t){\frac {\partial }{\partial n_{t}}}\log {\frac {1}{r_{xt}}}dt,}
тобто у вигляді потенціалу подвійного шару. Тут {\displaystyle G} — плоска ділянка, {\displaystyle C} — замкнута крива, що обмежує її і має неперервну кривину, {\displaystyle r_{xt}} — відстань від точки {\displaystyle x} до точки {\displaystyle t} на контурі {\displaystyle S}, {\displaystyle n_{t}} — внутрішня нормаль до {\displaystyle C} у точці {\displaystyle t}. Функція {\displaystyle \mu } має задовольняти інтегральне рівняння
{\displaystyle {\frac {1}{\pi }}g(s)=\mu (s)+\int \limits _{C}K(s,t)\mu (t)\,dt}
з неперервним ядром
{\displaystyle K(s,t)={\frac {1}{\pi }}{\frac {\partial }{\partial n_{t}}}\log {\frac {1}{r_{xt}}}dt.}
Згідно з альтернативою Фредгольма, або це неоднорідне рівняння має розв'язок {\displaystyle \mu (s)} за будь-якого вибору неперервної функції {\displaystyle g(s)}, або однорідне рівняння
{\displaystyle \nu (s)+\int \limits _{C}K(s,t)\mu (t)\,dt=0}
допускає ненульовий розв'язок {\displaystyle \nu (s)}. Останнє неможливе, це можна показати за допомогою принципу максимуму для гармонічних функцій. Отже, внутрішня задача Діріхле має розв'язок за будь-яких неперервних граничних значень {\displaystyle g(s)}. Аналогічні результати отримано для зовнішньої задачі Діріхле, а також для задачі Неймана.

### Скінченновимірний простір
- Ильин В. А.[ru], Ким Г. Д. Линейная алгебра и аналитическая геометрия. — М. : Изд-во Моск. ун-та, 1998. — 320 с. — ISBN 5-211-03814-2.

### Інтегральні рівняння
- Владимиров В. С.[ru], Жаринов В. В.[ru]. Уравнения математической физики: Учебник для вузов. — 2-е изд., стереотип. — М. : Физматлит, 2004. — 400 с. — ISBN 5-9221-0310-5.
- Трикоми Ф.[en]. Интегральные уравнения. — М. : Издательство иностранной литературы, 1960.
- Краснов М. Л. Интегральные уравнения. (Введение в теорию). — М. : Гл. ред. физ.-мат. лит. изд-ва «Наука», 1975.
- Петровский И. Г.[ru]. Лекции по теории интегральных уравнений. — М. : Наука, 1965. — 128 с.
- Рисс Ф., Сёкефальви-Надь Б.[en]. Лекции по функциональному анализу. — М. : Мир, 1979. — 592 с.

### Банахів простір
- Люстерник Л. А., Соболев В. И.[ru]. Элементы функционального анализа. — Изд. 2-е, переработанное. — М. : Наука, 1965. — 520 с.